# Marianne Aam
Marianne Aam (12 dicembre 1966) è un'ex sciatrice alpina norvegese.

## Biografia
Specialista delle prove tecniche originaria di Narvik, in Coppa del Mondo la Aam ottenne due piazzamenti: 13ª nella combinata di Haus del 14 gennaio 1990 e 8ª nello slalom gigante di Maribor del 20 gennaio successivo. Colse l'ultimo risultato in carriera ai Campionati norvegesi 1991, dove vinse la medaglia di bronzo nello slalom gigante; non prese parte a rassegne olimpiche o iridate.

## Palmarès

### Coppa del Mondo
- Miglior piazzamento in classifica generale: 59ª nel 1990

### Campionati norvegesi
- 4 medaglie (dati dalla stagione 1985-1986):
  - 1 oro (supergigante[1] nel 1990)
  - 1 argento (supergigante[senza fonte] nel 1989)
  - 2 bronzi (slalom speciale[senza fonte] nel 1986; slalom gigante[senza fonte] nel 1991)